# میزو ام‌ایکس۴ پرو
میزو ام‌ایکس۴ پرو یک فبلت اندرویدی است که توسط شرکت میزو ساخته شده‌است. این فبلت در اکتبر ۲۰۱۴ معرفی شد.

## مشخصات

### بدنه
این فبلت با وزن ۱۵۸ کیلوگرم دارای ابعادی به ضخامت ۹ میلی‌متر عرض ۷۷ میلی‌متر و طول ۱۵۰٫۱ است. این دستگاه مجهز به سنسور اثرانگشت می‌باشد.

### صفحه نمایش
این فبلت از یک صفحه نمایش ۵٫۵ اینچی برخوردار است که دارای ال سی دی از نوع ای پی اس هست که دارای رزولوشن ۱۵۳۶ * ۲۵۶۰ می‌باشد (۵۴۶ پیکسل بر اینچ) که قابلیت استفاده با چند انگشت هم دارد. این صفحه نمایش قابلیت بازتولید ۱۶ میلیون رنگ را دارد و محافظ این صفحه، گوریلا گلس ۳ می‌باشد که این به معنای ضد خش بودن آن است.

### حافظه
این فبلت دارای سه نسخه ۱۶/۳۲/۶۴ گیگابایتی می‌باشد و همچنین از ۳ گیگابایت رم بهره می‌برد.

### دوربین
دوربین ۲۰٫۷ مگاپیکسلی این فبلت قدرتمند به نظر می‌رسد. این دوربین در کنار خود دارای دو فلاش می‌باشد.
از امکانات این دوربین می‌توان به فوکوس لمسی و فوکوس اتوماتیک و تشخیص چهره و اچ دی آر و پانوراما اشاره کرد. این دوربین می‌تواند با کیفیت ۲۱۶۰پی و ۱۰۸۰پی هر دو به صورت ۳۰ فریم بر ثانیه فیلم‌برداری کند.
دوربین ۵ مگاپیکسلی جلویی این دستگاه هم می‌تواند به صورت ۱۰۸۰پی و ۳۰ فریم بر ثانیه فیلم‌برداری کند.

### ارتباط
این فبلت دارای میکرو یواس‌بی ۲ می‌باشد.

### سخت‌افزار
این دستگاه دارای چیپ سامسونگ اگزینوس ۵ اکتا ۵۴۳۰ می‌باشد که دارای دو پردازنده است که هر دو چهار هسته‌ای هستند. یکی سرعت ۲ گیگاهرتزی دارد و دیگری ۱٫۵ گیگاهرتزی می‌باشد.
شتاب‌دهنده گرافیکی این دستگاه مالی-تی۶۲۸ می‌باشد.

### نرم‌افزار
سیستم عامل این دستگاه، اندروید ۴٫۴٫۴ کیت‌کت می‌باشد.

### باتری
باتری این دستگاه ۳۳۵۰ میلی‌آمپر ساعتی است که خوب ارزیابی می‌شود.